# Surazomus brasiliensis
Espèce
Synonymes
- Trithyreus brasiliensis Kraus, 1967

Surazomus brasiliensis est une espèce de schizomides de la famille des Hubbardiidae.

## Distribution
Cette espèce est endémique de l'État d'Amazonas au Brésil,. Elle se rencontre vers Manaus.

## Étymologie
Son nom d'espèce, composé de brasil et du suffixe latin -ensis, « qui vit dans, qui habite », lui a été donné en référence au lieu de sa découverte, le Brésil.

## Publication originale
- Kraus & Beck, 1967 : Taxonomie und Biologie von Trithyreus brasiliensis n. sp. (Arach.:Pedipalpi:Schizopeltidia. Senckenbergiana biologica, vol. 48, p. 401-405.